# Capa física
La capa física és el nivell 1 dels set nivells del model OSI i s'encarrega de realitzar els serveis sol·licitats per la capa d'enllaç de dades.
El nivell físic inclou el maquinari de xarxa, el cablejat físic o una connexió Wi-Fi. També gestiona les especificacions elèctriques, el control de col·lisió i d'altres funcions de baix nivell.
Es considera com la capa de xarxa més bàsica, encarregant-se de la transmissió de bits. Les formes dels connectors elèctrics, quines freqüències cal fer servir i d'altres operacions de baix nivell són especificades en el nivell 1. Una analogia d'aquesta capa en una xarxa de correu física podria ser, per exemple, una especificació per a diversos tipus de paper i de tinta.
Les principals funcions i serveis realitzats per la capa física són: 
- L'establiment i terminació d'una connexió a un mitjà de comunicació.
- La participació en el procés en el que els recursos de comunicació són compartits de manera efectiva entre múltiples usuaris (per exemple, resolució de contencions i control de flux).
- Conversió entre la representació de dades digitals en l'equip de l'usuari i els corresponents senyals transmesos sobre un canal de comunicació.

## Subcapa de senyalització física
En una xarxa d'àrea local (LAN en anglès) o en una xarxa d'àrea metropolitana (MAN en anglès) utilitzant l'arquitectura OSI, es considera a la subcapa de senyalització física com la porció de la capa física que:
- Interacciona amb la subcapa de control d'accés al medi (adreça MAC en anglès).
- Realitza codificació de caràcters, transmissió, recepció i descodificació.
- Realitza funcions d'aïllament opcionals.

Exemples de protocols de Nivell 1 son: EIA estàndards: RS-232, RS-422, RS-423, RS-449, RS-485, ADSL, XDSI, T1, E1, 10BASE-T, 10BASE2, 10BASE5, 100BASE-TX, 100BASE-FX, 100BASE-T, 1000BASE-T, 1000BASE-SX són transports a nivell físic per a Ethernet, Electricitat, Ràdio
Exemples de maquinari de Nivell 1 són Repetidor, Hub Ethernet o Mòdem.